# Зарічне (Ташлинський район)
Зарі́чне (рос. Заречное) — село у складі Ташлинського району Оренбурзької області, Росія.

## Населення
Населення — 554 особи (2010; 602 у 2002).
Національний склад (станом на 2002 рік):
- росіяни — 85 %